# Donald Duck
Vous lisez un « bon article » labellisé en 2008.  Il fait partie d'un « bon thème ».
Pour les articles homonymes, voir Donald et Famille Duck.
Pour l’article ayant un titre homophone, voir Donald Duke.
Donald Fauntleroy Duck, ou simplement Donald [dɔnald dœk] (en anglais : [ˈdɒnəld dʌk]), est un personnage de fiction américain développé, entre autres, par l'animateur Dick Lundy en 1934 pour le compte des studios Disney. Sa première apparition au cinéma a lieu le 9 juin 1934 sous la forme d'un canard en costume marin, dans le film Une petite poule avisée (The Wise Little Hen).
Au début de sa carrière cinématographique, ce canard grincheux et colérique sert de contrepoint au caractère progressivement plus posé de Mickey Mouse. Il devient rapidement héros de sa propre série de dessins animés. Dans la bande dessinée, il s'entoure rapidement d'un nombre important de personnages nouveaux et d'un univers qui lui est propre, sous la plume de grands scénaristes-dessinateurs américains, tels que Al Taliaferro puis Carl Barks. L'importance du personnage lui-même s'efface un peu devant les nombreux autres personnages créés dans l'univers des canards de Disney, tel son oncle Balthazar Picsou.
Donald a presque totalement disparu du monde cinématographique. Dans le monde de l'édition, il reste très populaire dans les pays scandinaves et d'Europe du Nord, où il l'est même davantage que Mickey Mouse, ainsi qu'en Italie. En Suède, il est le plus populaire des personnages Disney et possède son propre magazine qui a été publié en 2001 à plus de 400 000 exemplaires. A contrario, c'est Picsou et non Donald qui possède une publication à son nom en France (Picsou Magazine). Les histoires de Donald sont quand même publiées dans ces magazines ou ceux de Mickey. Malgré cette relative absence du devant de la scène, Donald reste très présent dans les produits dérivés de l'univers Disney.
Le nom complet de Donald en anglais, « Donald Fauntleroy Duck », figure sur son avis de mobilisation dans un dessin animé de 1941 lorsque les États-Unis entrent en guerre et est repris dans quelques bandes dessinées.

## Historique
Les animateurs et dessinateurs des studios Disney ont créé plusieurs personnages autour de leur souris-vedette Mickey Mouse. La plupart des amis de Mickey sont d'abord issus des animaux de la ferme. On retrouve ainsi une vache, Clarabelle Cow et un cheval, Horace Horsecollar. Le canard n'avait pas encore été créé.
En 1931, un canard nommé « Donald Duck » est cité parmi les amis de la souris dans Mickey's 'Hoozoo' Witswitch, And Wotswot, un poème contenu dans un livre de la série The Adventures of Mickey Mouse, publié par David McKay de New York. Cette histoire a été republiée en 1932 à Londres et illustrée par Wilfred Haughton, sous la forme des premières versions des Mickey Mouse Annual. Elle permet de voir dans l'angle inférieur gauche un canard aux ailes courtes, vêtu d'un short similaire à celui de Mickey, à la tête noire et découverte. Il ne ressemble pas vraiment à ce qu'il sera quelques années plus tard.

### 1934: Création et premières apparitions

#### Naissance d'une voix

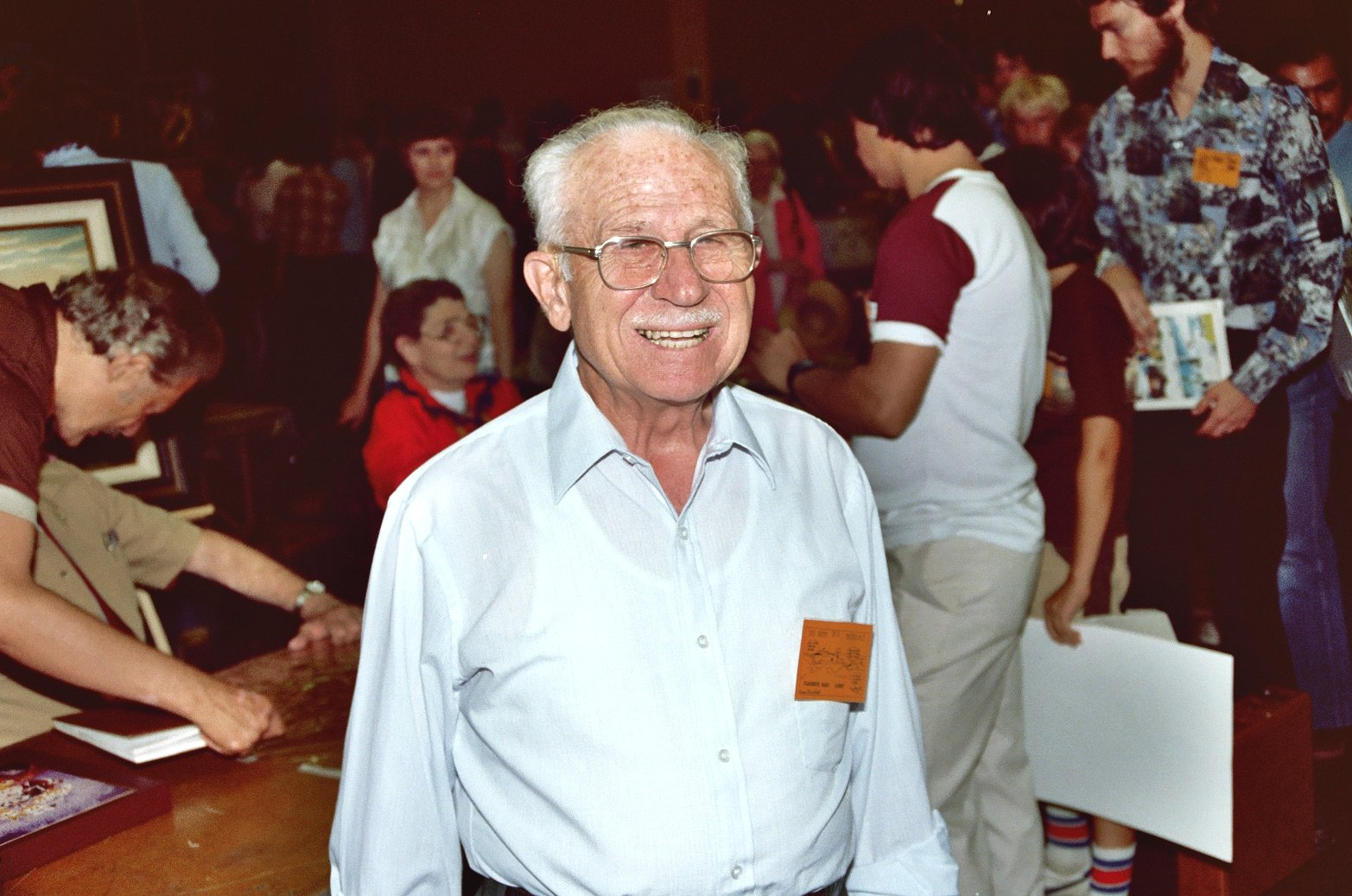
Clarence Nash, la première voix de Donald.

La création de Donald Duck doit beaucoup à l'évolution de la carrière de Clarence Nash, alors « vendeur de lait » (présentateur de publicité) pour l'Adohr Milk Company. Il avait réalisé les bruitages de chevaux tirant le wagon de lait dans une publicité. En 1933, il décide de déposer ce film publicitaire aux Studios de Disney comme CV. Il auditionne ensuite pour des sons d'animaux. Lors d'une prise de son pour un chevreau dans Marie a un petit agneau, Walt Disney aurait trouvé la voix pour son « canard parlant »,,. En décembre 1933, Clarence Nash signe un contrat avec les studios Disney pour faire la voix d'un personnage alors à créer.
Nash a donné sa voix en version originale au canard de 1934 à 1983, ce qui l'a fait surnommer Ducky Nash ; mais il a aussi participé à la définition de son caractère, le processus de production des films Disney intégrant les dialogues dès les premières phases de création. C'est le personnage de Donald qui a rendu Nash célèbre.
Depuis la mort de Nash en 1985, c'est Tony Anselmo, un animateur des studios, qui a repris le rôle.

#### Un canard de dessin animé
La première apparition officielle de Donald Duck a lieu dans le film d'animation Une petite poule avisée le 9 juin 1934, dans lequel il tient le rôle d'un canard paresseux qu'une mère poule va mettre sur le chemin du travail. Ce film est une Silly Symphony et non un Mickey Mouse. Loin d'avoir le premier rôle, il était plutôt le comparse infortuné de la saga d'origine. Dès cette aventure, il est habillé en costume de marin : pour Disney, le canard rappelle l'eau, donc la marine, de plus le personnage joue La cornemuse du marin. Cette histoire est publiée sous forme de pages dominicales aux États-Unis de septembre à décembre 1934, puis en France dans Le Journal de Mickey d'avril à août 1935 et sous forme de livre aux États-Unis en 1935.
Graphiquement parlant, Donald Duck est né d'après Flora O'Brien sous les crayons d'Art Babbitt, Dick Huemer et Dick Lundy, les animateurs d'Une petite poule avisée mais c'est ce dernier qui le reprend et le développe dans Le Gala des orphelins (11 août 1934), les deux autres animateurs ayant été placés sur d'autres productions. Pour Russel Merritt and J. B. Kaufman, Dick Lundy n'a pas participé à Une petite poule avisée. C'est pour cette raison que John Grant mentionne seulement Babbitt et Huemer comme les deux premiers animateurs de Donald.
Pour Merritt et Kaufman, Art Babbitt et Dick Huemer ont réalisé les premières séquences avec Donald, Babbitt la scène de danse et Huemer la séquence finale. Mais elles ont été en partie coupées au montage et la scène de danse a été retravaillée par Gilles DeTremauden. Quoi qu'il en soit dans Le Gala des orphelins, l'animateur Dick Lundy donne à Donald des traits plus anguleux (par exemple le bec), un corps plus grossier, des pieds plus grands et surtout des bras anthropomorphes, non plus des ailes.
Dans le Gala des Orphelins, dirigé par Burton Gillett, Donald commence une carrière de second rôle aux côtés de Mickey. Il est mis en situation parmi d'autres personnages devant divertir des orphelins. Son numéro est de lire un poème devant un public agité. Mais il a déjà du mal à le déclamer, il est interrompu régulièrement par les enfants qui ne le comprennent pas et le corrigent. Tout cela l'exaspère et le pousse à des accès de colères : signe désormais caractéristique du personnage dans les films suivants. Le poème n'est pas n'importe lequel, c'est Marie a un petit agneau, un clin d'œil à la première séance de Clarence Nash. À la fin du spectacle, il tente de déclamer un autre poème, Little Boy Blue, mais les enfants l'attaquent ce qui provoque sa colère et une crise de furie. Ce caractère volcanique, apparu ici un peu par vengeance, lui sera ensuite associé pendant toute sa carrière, exception faite d'un ou deux films.

### 1935: La bande dessinée, un trio et le père spirituel
Donald a fait ses débuts en bandes dessinées dès 1934 dans la version papier de la Silly Symphony Une petite poule avisée. Cet épisode, dessiné par Ted Osborne et Al Taliaferro, a été publié dans les bandes dessinées dominicales entre le 16 septembre et le 16 décembre 1934.
Mais c'est en 1935 que naît réellement le personnage de Donald Duck avec un livre qui lui est directement dédié : une bande dessinée de 14 pages publiée par Whitman Publishing Company. Peu après, Al Taliaferro dessine des comics strips de Donald dans les journaux. Dès le 10 février 1935, Ted Osborne et Floyd Gottfredson, intègrent Donald aux histoires dominicales de Mickey, ce sont des petits gags qui tiennent en trois ou quatre cases se suivant sur de longues périodes. Il apparaît à partir du 4 mars dans le strip quotidien Mickey journaliste (Editor in grief).
Graphiquement, il est intéressant de noter que Floyd Gottfredson est le seul à lui dessiner un bec presque pointu pendant les deux ou trois années où il le représente en compagnie de Mickey.
En 1935, le studio commence l'attribution de licences pour les produits dérivés de Donald Duck. En 15 ans plusieurs centaines de produits sont commercialisés, des poupées, des livres, du savon, des jeux, des brosses à dents, un train miniature de Lionel, une montre Ingersoll et diverses nourritures comme des céréales, du popcorn et un jus d'orange.
Ce n'est qu'à la fin des années 1930, que les auteurs-dessinateurs américains et italiens de Disney se lancent dans des histoires longues de Donald Duck.

#### Le trio Mickey-Donald-Dingo
Au cinéma, Donald apparaît ensuite dans plusieurs dessins animés, comme second rôle râleur aux côtés de Mickey. Le premier court métrage de l'année est La Fanfare. John Grant indique qu'il poursuit ici ce qu'il avait commencé dans Le Gala des orphelins : le « vol du rôle vedette ». Il cite pour étayer son propos Helen G Thompson, une journaliste du magazine britannique The Stage, peu avare d'éloges :

« …Au début du Gala des Orphelins [une erreur], il embarque la maison, avec les briques, les plantes en pot et les autres dépendances… Il a été dit que personne n'avait été aussi captivant depuis Ben Turpin. Personne n'avait été dégonflé avec une telle finalité depuis que le rouleau compresseur avait aplati le petit Fido. Sa persistance était comparable à celle de Jean Valjean dans Les Misérables. »

Dans le script initial Donald aurait dû jouer un saxophoniste mais Walt en décida autrement. Autre élément, Donald se retrouve ici aux prises avec une abeille, fait qui se reproduira 7 fois entre 1948 et 1952.
Donald commence à apparaître dans d'autres films de la série des Mickey Mouse présentant ensemble Mickey, Dingo, Minnie et Pluto. Dans Mickey's Service Station (16 mars 1935), Donald entame un trio avec Dingo et Mickey. Ce trio sera présent dans la plupart des courts-métrages réalisés par Ben Sharpsteen entre 1935 et 1938.
Ce trio est présent dans de nombreux courts-métrages et permet aux scénaristes et animateurs de présenter de nombreuses scènes comiques. Ces courts-métrages sont souvent désignés comme des classiques de l'animation, comme le rappelle Leonard Maltin. Toutefois en y regardant de plus près, la plupart des gags ne sont centrés que sur l'un des personnages. Le dessin animé se résume alors à la succession de gags, souvent spécifiques à chaque personnage en raison de leurs caractères et leurs caractéristiques physiques (Dingo est naïf et simple d'esprit mais c'est ce qui le rend attachant et amusant, Donald est colérique et peureux mais il est bon, Mickey est petit mais courageux) dans un environnement donné.
Après 1938, les trois personnages apparaissent plutôt en solo et sont les stars de leurs propres séries et ce principalement en raison du manque de possibilités pour concevoir des histoires avec Mickey Mouse, son caractère étant devenu trop strict pour lui faire faire des bêtises. Comme signe de cet état de fait, en juin 1938, le court-métrage Trappeurs arctiques ne présente que Donald et Dingo, en duo.
Le premier et unique long-métrage mettant en scène les trois personnages sera Mickey, Donald, Dingo : Les Trois Mousquetaires, en 2004.

#### Arrivée du «père spirituel»: Carl Barks
En 1935, un nouveau dessinateur est engagé par les studios Disney, il se nomme Carl Barks. Il travaille sur des courts-métrages et, comme tous ses collègues, il participe aux créations de gags pour les films en préparation. Il imagine six mois plus tard le fameux gag de Donald et du fauteuil de barbier, et empoche une prime de 50 $ pour cela. Walt Disney incite Barks à entrer dans le groupe de scénaristes et à travailler sur Donald Duck, ce fait marque en quelque sorte la naissance de l'univers des canards de Disney.
La première animation de Barks scénariste est Inventions modernes (1937 avec Jack King) et qui intègre le gag du fauteuil
.
Le gag du fauteuil de barbier présente Donald découvrant un fauteuil de barbier robotisé. Il met une pièce attachée au bout d'un fil dans la machine qui commence alors sa coupe. En se levant la machine met Donald la tête en bas. La partie supérieure du robot commence alors à coiffer l'arrière-train du canard, tandis que l'inférieure cire son bec. Donald se retrouve alors avec le visage noir et poli et avec une raie sur les fesses.
Cette séquence, à une époque où le métier de barbier était encore assez populaire, rendit les spectateurs hystériques de rire, en présentant des scènes jamais osées dans les films comiques.
Jusqu'en 1941, Carl Barks travaille sur les dessins animés avec Jack King et Jack Hannah. Mais, avec la Seconde Guerre mondiale, Donald fait partie des héros de fiction mobilisés pour la propagande de guerre, alors que Barks préfère l'humour et les gags. Fin 1942, Barks démissionne de Disney mais poursuivra sa carrière avec le canard.
Embauché par Western Publishing de 1942 à 1967, il va dessiner des aventures de Donald en bandes dessinées, développant tout son univers, devenant le plus important dessinateur sur Donald et créant de nombreux personnages en plus de ceux inventés après 1942. Beaucoup des personnages les plus célèbres sont de Barks comme Picsou, Gontran Bonheur, Les Rapetou, Géo Trouvetou, Miss Tick, Archibald Gripsou, Crésus Flairsou... et donne aux personnages une ville : Donaldville (Duckburg, la ville des canards dans la version originale). Barks est ainsi devenu l'auteur le plus influent de l'univers des canards de Disney. La vision de cet univers, qu'il développe dans ses histoires, sert de souvent de repère à tous les autres créateurs de séries présentant Donald, contemporains de Barks ou non.
Pour son influence, voir la section qui lui est consacrée.

### 1936: début de la gloire

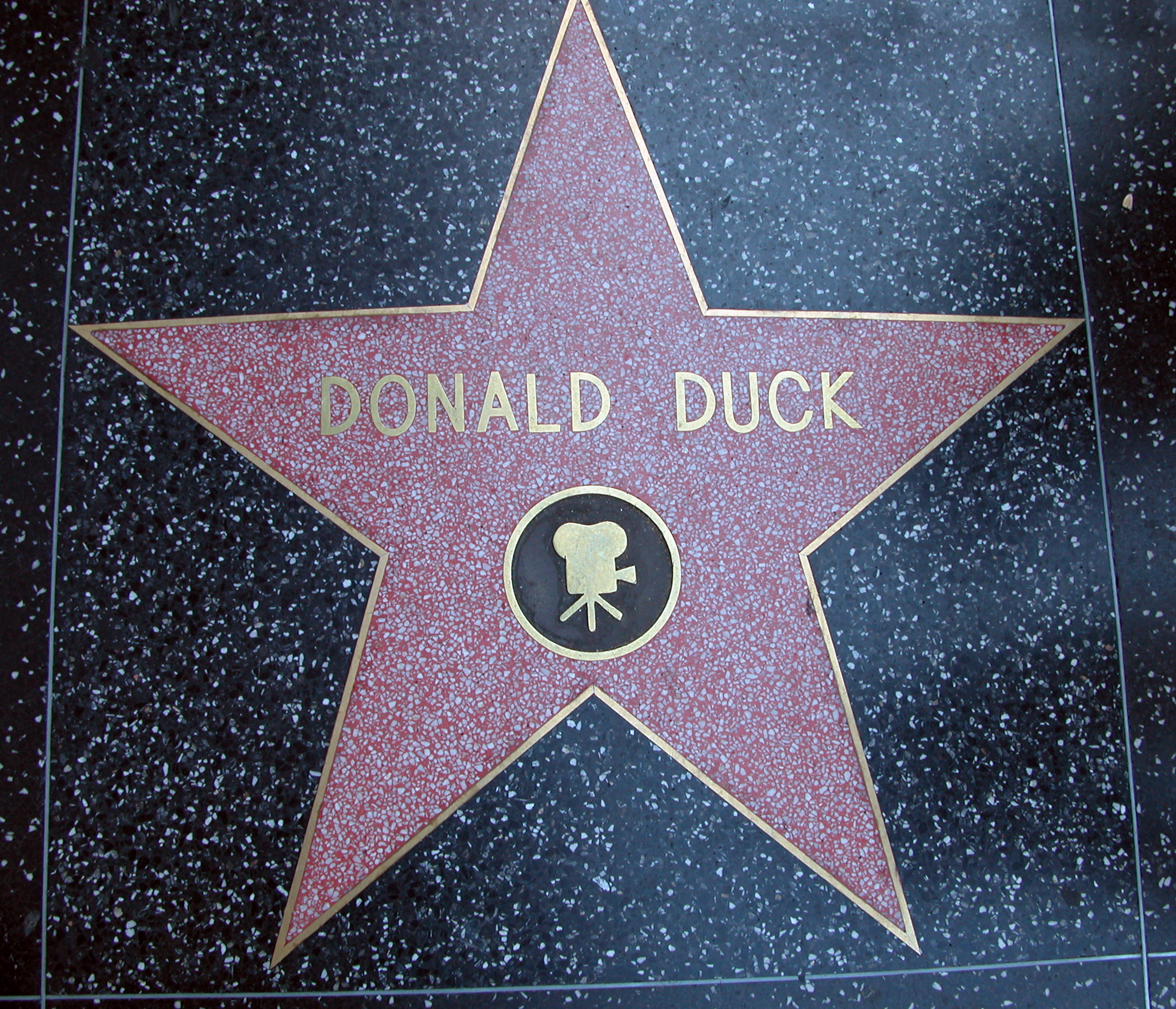
Étoile de Donald sur le Walk of Fame, à Hollywood, installée en 2004.

L'année 1936 marque le début de la carrière solo de Donald Duck.
Côté bande dessinée, Donald domine la production des strips des Silly Symphonies entre le 30 août 1936 et le 12 décembre 1937. Durant cette période, les histoires sont écrites par Ted Osborne et dessinées par Al Taliaferro, mais des études de leurs travaux montrent que Taliaferro participait aussi aux scénarios. L'importance est telle qu'il est alors envisagé de faire de Donald un personnage indépendant des Silly Symphonies.
Cette dissociation intervient toutefois d'abord dans l'animation. Le 12 septembre 1936, dans le court-métrage Donald et Pluto de la série Mickey Mouse, Donald obtient un premier rôle aux côtés du chien de Mickey, la souris n'apparaissant pas. Ce film marque le début de la carrière solo de Donald, qui naîtra quelques mois plus tard au début de 1937.

### 1937-1941: les séries Donald Duck et la famille
L'année 1937 est un grand tournant dans l'histoire de Donald, comme le sera aussi l'année 1947, de nombreuses nouveautés interviennent autour du canard colérique. Tout d'abord Donald obtient sa propre série de dessins animés, suivie peu après par ses propres bandes dessinées. Cette période voit aussi sa vie changée avec l'apparition d'une famille et de nouveaux traits de caractères. Voir pour ce dernier point la section consacrée à l'analyse du caractère du personnage.

#### La série animée Donald Duck
En 1937, Donald commence sa propre série de courts-métrages avec Don Donald sorti le 9 janvier avec au scénario Carl Barks et Jack Hannah.
Dans ce film, le spectateur découvre le personnage sujet de tous les amours de Donald. La cane ne s'appelle pas encore Daisy, mais Donna. Cette période est très chargée pour l' « acteur Donald » qui, en plus de sa propre série, est présent dans plusieurs films de la série des Mickey Mouse au sein du trio Mickey-Donald-Dingo, entame la série Dingo et Donald, et se voit attribuer une fiancée caractérielle et une grande famille.
De plus cette même année, le film Inventions modernes est remarquable par le fait que Donald est le seul héros. À la fin du court métrage Donald est « emprisonné » dans un fauteuil de barbier mécanique, le gag de Carl Barks (cf. ci-avant). Nash associe le succès hilarant du film à une anecdote : « Au Canada, un homme riait tellement qu'il aurait perdu son dentier dans le cinéma, derrière lui ».
En parallèle les productions de Disney changent aussi. On peut noter l'arrêt des Silly Symphonies, le ralentissement des Mickey Mouse par manque de possibilités scénaristiques mais aussi un redéploiement, voulu par Walt, des animateurs en équipes séparées spécialisées sur des personnages. Cette répartition en plus d'être financièrement plus économique permet aussi une meilleure qualité sur chaque personnage, Donald est ainsi confié à Jack Hannah et Jack King, Pluto par Norman Ferguson et Charles August Nichols, Mickey par Bill Roberts et Riley Thompson tandis Jack Kinney prend en charge Dingo.
Le duo Barks-Hannah réalisera les scénarios de 27 dessins animés entre 1937 et 1947, l'âge d'or de Donald, et la plupart sous la direction de Jack King.
À cette époque, Donald est parvenu à une apparence « moderne », principalement plus ronde, comme Mickey Mouse avait pu le faire dans les années 1930 sous l'impulsion de David Hand et aussi à partir de 1939 avec celle de Franklin Thomas et Ollie Johnston.

#### Donald dans ses propres bandes dessinées
Le 7 février 1937, Donald apparaît dans son propre strip au sein d'un journal quotidien. Ces histoires sont dessinées par Al Taliaferro, d'après un scénario de Bob Karp.
Le 15 mai 1937, Donald intervient pour la première fois dans une histoire spécialement taillée pour un journal à séries. L'histoire fut publiée par l'entreprise anglaise Fleetway et s'intitulait « Donald et Donna ».
Dans leurs histoires, le duo Osborne-Taliaferro transforme Donald de campagnard en citadin. Ils insérèrent même les premiers membres de la famille des canards : ses neveux Riri, Fifi et Loulou, qui débutèrent le 17 octobre 1937. Ce sont les triplés, fils de Della, la sœur de Donald. Ils sont envoyés à Donald pour qu'il s'occupe d'eux pendant le séjour à l'hôpital du père des triplés, qui lui doit se remette de leurs dernières frasques. Donald devient alors une sorte de père adoptif.
Fin 1937, Disney a octroyé les droits de production de série à la maison italienne Mondadori. La série de Federico Pedrocchi s'intitulant Paolino Paperino e il Mistero di Marte est alors publiée entre le 30 décembre 1937 et le 28 avril 1938. Dans cette histoire, Donald et son compère d'Une petite poule avisée Peter Pig vont sur Mars,. L'histoire est publiée d'une façon hebdomadaire sur 18 mois. Ceci constitue la première série de longue durée avec Donald et, à la différence des comic-strip de Taliaferro, la première série d'aventures avec Donald. Quand Il Misterio di Marte s'arrêta, une nouvelle série est lancée Paolino Paperino inviato speciale qui dure alors 30 semaines. Cette histoire d'espionnage, inédite en France a depuis été rééditée en suédois en 1988 dans Ma vie comme canard (Mitt liv som anka), sous le titre Donald dans l'incendie (Kalle Anka i elden).
Les débuts de Donald aux États-Unis dans les séries journalistiques ont quant à eux attendu encore quelques années.

#### Les canards, une grande famille
À l'instar de Mickey avec Minnie, Donald est doté d'une « fiancée ». Mais contrairement à Mickey qui a toujours connu Minnie, la première fiancée de Donald ne sera pas la bonne. Une cane nommée Donna Duck apparaît en janvier 1937 dans Don Donald. Ce fait en partie anodin marque le début d'une importante histoire familiale parfois inextricable. La fiancée de Donald, Donna Duck sera « définitivement (re-)baptisée » Daisy Duck en 1940 dans L'Entreprenant M. Duck (Mr. Duck Steps Out). Mais ce n'est pas la fin de Donna. En effet elle va être réutilisée par d'autres auteurs, notamment par Bob Karp et Al Taliaferro qui feront plusieurs gags quotidiens de 3 cases la mettant en scène avec Daisy. C'est dans un de ces gags que les deux rivales se rencontrent pour la première fois.
En bande dessinée, Donald se voit confier trois neveux fin 1937, Riri, Fifi et Loulou, fils de sa sœur Della Duck. Dès le 15 avril 1938, ces « chenapans » apparaissent dans le court-métrage Les Neveux de Donald. Daisy et les trois neveux commencent alors à prendre une part plus importante dans la vie de Donald.
En 1939, Donald est confronté aux peurs des superstitions dans Donald le chanceux. Il est ensuite gratifié d'un cousin un jars nommé Gus Glouton (déjà apparu dans des comics strips en 1938) dans le court métrage au nom très explicite Le Cousin de Donald.
En 1940, Al Taliaferro représente dans un strip hebdomadaire sur une photo, la grand-mère de Donald, simplement surnommée Grand-Mère Donald, officiellement nommée Elvire Duck née Écoutum (Elvira Coot en VO). Elle deviendra un personnage à part entière en 1943 et sera rejointe dans sa ferme par Gus Glouton, son petit-neveu.
John Grant présente Donald cuistot (1941) comme un chef-d'œuvre de Jack King, alors au sommet de sa gloire, en raison de sa simplicité et de son côté très hilarant.

#### Premier long métrage
En 1941, Donald Duck apparaît dans le film Le Dragon récalcitrant à deux reprises. La première permet de montrer les rudiments de l'animation, éléments qui s'assemblent pour devenir un extrait du court métrage Donald fermier (Old MacDonald Duck) alors en production et sorti par la suite le 12 septembre 1941.

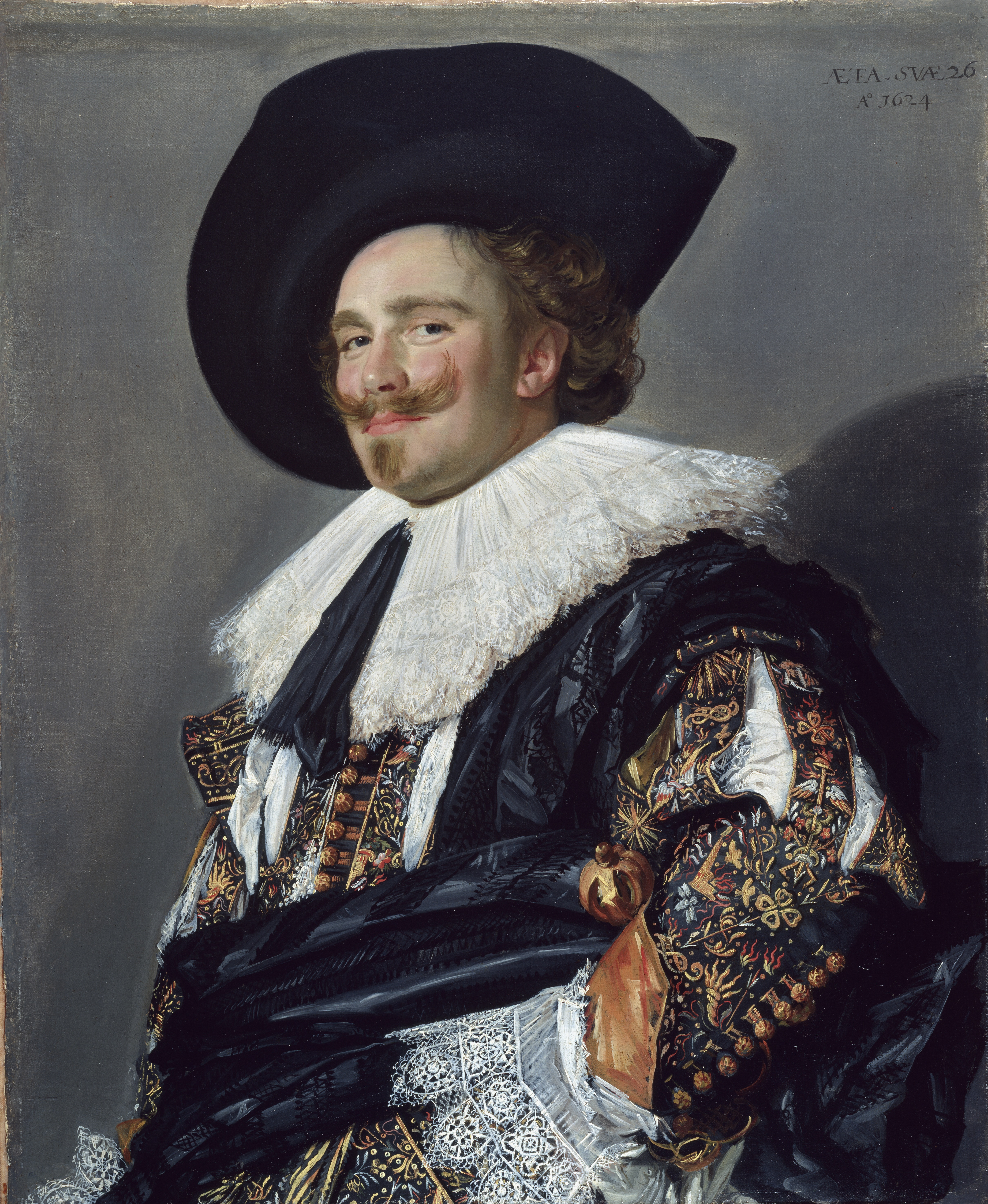
Le Cavalier riant (1624).

Puis il apparaît sous la forme des personnages des grands tableaux de maîtres. C'est l'extrait d'un court métrage baptisé Museum Keeper (ou Old Masters ou Donald and the Old Masters) entamé fin 1938 sous la direction de Frank Tashlin mais non réalisé. L'un des tableaux représente Donald comme Le Cavalier riant (1624) de Frans Hals. Les chefs-d'œuvre revus et corrigés selon l'univers des canards de Disney ont par la suite été publiés ou copiés à maintes reprises. Seize de ces œuvres ont été reproduites dans le numéro du 16 avril 1945 du Life Magazine, à savoir :
- Vénus et Adonis (1553-1554) de Titien, présenté avec Donald, Daisy, deux chiens et un neveu en angelot
- La Joconde (1503-1506) de Léonard de Vinci
- Le Repas de noce (1567/1568) de Pieter Brueghel l'Ancien, mais avec seulement Donald qui débarrasse la salle précédemment comble
- Arrangement en Noir et Gris (portrait de la mère de l'artiste, 1871) de James Abbott McNeill Whistler
- un mélange de la série Portrait d’homme de Frans Hals avec le tableau de 1630 pour les mains, le Portrait d'Andries Van der Horn (1638) pour le chapeau et la collerette de Maria Pietersdochter Olycan (1638)
- Portrait d'un noble oriental (1632) de Rembrandt
- Portrait d'Henry VII tenant une Rose Tudor et portant l'Ordre de la Toison d'or (c. 1500) de Michel Sittow
- Pinkie (1794) de Thomas Lawrence
- Garçon en bleu (c. 1770) de Thomas Gainsborough
- Le Chapeau de paille (1625) (portrait de Susanna Fourment) de Pierre Paul Rubens
- Deux danseuses (1885, Musée Cognacq-Jay) de Edgar Degas
- Femmes de Tahiti (1891) de Paul Gauguin
- Autoportrait de l'artiste (1888) de Vincent van Gogh
- La femme au miroir (1937) de Pablo Picasso
- Odalisque assise à l'échiquier (1928) de Henri Matisse

### 1942-1945: Donald, personnalité militaire
Durant la Seconde Guerre mondiale, le public cherchait des personnages plus volontaires, plus forts, parfois brutaux. Tandis que des personnages comme Minnie participent à l'effort de guerre depuis le « pays », Walt Disney n'accepte pas de transformer Mickey en un personnage de propagande, et de l'envoyer au front. Mais ce ne sera pas le cas de Donald, tout au contraire. Ce n'est pas par hasard si la popularité de personnages comme Bugs Bunny ou Donald monta en flèche. Le canard, après avoir lutté contre de nombreux animaux et végétaux, semble prêt pour d'autres combats.
Pendant cette période, la carrière de Donald se sépare en deux axes, les courts métrages de propagande dans lesquels il est souvent un soldat et de l'autre dans deux longs métrages de type compilations, il est un « ambassadeur », un Américain moyen visitant les pays d'Amérique du Sud.
Donald est également la mascotte de certaines unités de l'Armée des États-Unis.

#### Longs métrages: voyages en Amérique du Sud
Donald est présent dans deux des quatre séquences du film Saludos Amigos (1942). Ce film est un voyage touristique en Amérique du Sud avec des scènes de vie, de l'art et de la musique de cette région mais il représente aussi une caricature du touriste américain. La présence du personnage de Donald est justifiée par son caractère international, du moins par le fait que même dans sa langue natale, le canard est presque incompréhensible. À cause de cela, les animateurs ont développé pour Donald un langage corporel qui a permis de résoudre le problème de la traduction et de son coût, pour la sortie du film en Amérique du Sud. D'autres personnages ont été évoqués comme Simplet, le nain muet de Blanche-Neige, mais la teneur des émotions de Donald est plus facilement perceptible. A contrario Donald devient l'ambassadeur, le meilleur vendeur du modèle américain, le « propagandiste no 1 » de la société américaine.
Dans Les Trois Caballeros (1945), Donald sert de fil conducteur au film. John Grant considère que le film permet à Donald Duck d'offrir un tremplin aux deux autres héros, certains critiques résumant ce constat au seul José Cariocia. Jerry Beck justifie la présence de Donald dans ces deux films latino-américains par son premier amour Donna Duck une cane mexicaine apparue en 1937 dans Don Donald.Grant note que dans ce film Donald est semblable à lui-même mais il tombe amoureux de trois sud-américaines, amour qui est loin d'être platonique. Donald joue ici le rôle d'un militaire américain moyen qui profite d'être loin de son pays pour, comme l'indique Panchito, être un « little wolf's in duck's clothings » (petit loup dans des habits de canards). Il est aussi un prétendant potentiel pour des demoiselles réelles et d'après le Times, un « alarmant cas incongru de vêtements dénudés. » Sébastien Roffat indique que de nombreux critiques ont condamné le film pour son mauvais goût et ont été choqués par la répétition de l'expression de l'attirance sexuelle de Donald pour les jolies filles sud-américaines. Sean Griffin entame son analyse par un rappel que la réaction critique à l'encontre du film exprime l'inconfort de voir Donald dans une « transe » sexuelle courant de filles brésiliennes en filles mexicaines. Le Saturday Review se demande pourquoi Walt Disney et son équipe ont envoyé leurs trois caballeros pour un voyage sur un tapis magique à travers des plages pleines de beautés en maillot de bain. Steven Watts désapprouve les scènes où Donald en canard dévergondé convoite des jeunes femmes aux galbes généreux en chair et en os, ce film est un Disney et cela en a perturbé plus d'un. Le Philadelphia Record note que « la pensée sexuelle est agréable mais indubitablement freudienne... notre vieil ami Donald devient un malard très dévergondé ainsi qu'un coureur de jupon à la Harpo Marx. » Un journaliste du The New Yorker voit dans la scène avec Donald et une jeune fille sur une allée plantée de hauts cactus une image phallique,, et suggère de demander son avis à la commission Hays. Grant commente ces propos en déclarant simplement que l'intrusion d'une telle promiscuité dans la vie de Donald n'est pas un succès.
La production d'autres courts-métrages de ce genre a été entamée pour d'éventuelles compilations mais abandonnée. Ainsi un court-métrage prévu pour juin 1944 avec Donald lépidoptériste, intitulé La Loca Mariposa semble anticiper la scène des insectes du miroir du film Alice au pays des merveilles (1951).

#### Courts métrages: Donald, héros de guerre
Avant 1941, Donald apparaît dans environ 50 films mais après cette date et jusqu'en 1965, c'est plus d'une centaine de films qui comprennent le personnage. Tandis que la production des Mickey Mouse est stoppée de 1942 à 1947, celle de la série Donald Duck se fait à un rythme de 7 à 10 films par an jusqu'en 1955. En 1949, la popularité de Donald dépasse même celle de Mickey, il est la vedette Disney des temps de guerre.
Certains dessins animés de Donald servent à la propagande de guerre : Donald devient ainsi soldat et vit l'enrôlement, les combats dans la jungle. Sa première confrontation à la guerre se fait dans Donald bénévole (The Volunteer Worker, septembre 1940) dans lequel il est l'un des bénévoles donnant à une œuvre caritative pour le soutien aux soldats.
Dans The New Spirit (1942), Donald est sollicité pour payer ses impôts. Le film montre les conséquences de ne payer à temps les taxes et a été réalisé dans un laps de temps très court par Dick Huemer et Joe Grant au début de l'année 1942, le scénario aurait été écrit en deux jours. Le film à peine achevé, les deux animateurs se sont envolés pour Washington accompagnés de Walt et Roy Disney pour le présenter au département du Trésor des États-Unis. Lorsque le secrétaire au trésor Henry Morgenthau montra son désaccord sur la mise au second plan du personnage du fonctionnaire des impôts, Walt Disney répondit que l'usage de Donald Duck équivalait à Clarke CGable pour le studio MGM,. Pour Grant, l'effet du film sur la population américaine n'a jamais été calculé, « spécialement sur les payeurs récalcitrants mais il est connu que le film a eu un rôle très significatif ». Les séquences avec Donald ont été dirigées par Wilfred Jackson et celle militaire par Ben Sharpsteen. Les studios Disney ont eu du mal à se faire payer par l'état américain, commanditaire du film, les 80 000 USD de frais de production.
Le 1er mai 1942 dans Donald à l'armée (Donald Gets Drafted), Donald reçoit son avis d'incorporation et se voit engagé sous les drapeaux, rattaché au sergent Pat Hibulaire. C'est grâce à cet avis que l'on apprend le second prénom de Donald, Fauntleroy. Le film Donald's Decision (1942) voulait faire acheter des bons canadiens mais il montre clairement que les studios Disney réutilisaient des séquences pour réduire les coûts. Le film reprend en grande partie des séquences de L'Ange gardien de Donald (1938) dont les deux consciences de Donald.
Fin 1942, Carl Barks décide de démissionner des studios Disney pour travailler directement avec l'éditeur des histoires de Donald, Western Publishing.
Dans Der Fuehrer's Face (1943) dirigé par Jack Kinney, il rêve qu'il est un travailleur dans une fabrique de munitions au pays des « Nutzi »,. Le Nutziland est une parodie de l'Allemagne nazie, le terme de Nutzi étant un jeu de mots entre « Nut », fou, et « Nazi ». Ce film se termine par l'apparition en ombre de la statue de la Liberté. Der Fuehrer's Face remporte l'Oscar du meilleur court-métrage animé la même année et est sans conteste la plus grande contribution de Donald à l'effort de guerre. La chanson jouée au début et composée par Oliver Wallace par le groupe nazi devint très populaire, et avait même été diffusée à la radio avant la sortie du film. La chanson est vendue par le label Southern Music Publishing à 200 000 dès novembre 1942 et lorsque l'animateur newyorkais Martin Block annonce début octobre 1942 offrir le disque pour toute souscription à bonds de guerre de 30 USD, le soir même 10 000 souscriptions ont été enregistrés.
Dans The Spirit of '43, Donald est tiraillé entre deux facettes de sa personnalité : le zazou qui le pousse à dépenser son argent en futilités et l'économe, représenté par un écossais préfigurant Balthazar Picsou, qui l'incite à payer ses impôts afin de soutenir l'effort de guerre.
Le dernier film lié à une carrière militaire pour Donald est Commando Duck (1944).
| Titre                                      | Date de sortie    | Commentaire                                                                          |
| ------------------------------------------ | ----------------- | ------------------------------------------------------------------------------------ |
| Donald à l'armée (Donald Gets Drafted)     | 1er mai 1942      | Réception de l'avis d'incorporation.                                                 |
| Donald se camoufle (The Vanishing private) | 25 septembre 1942 | Donald est peintre en camouflage mais utilise une peinture faisant disparaître.      |
| Donald parachutiste (Sky Trooper)          | 6 novembre 1942   | Donald est dans une base aérienne, pour un entraînement de parachutiste              |
| Der Fuehrer's Face                         | 1er janvier 1943  | Cauchemar sur l'endoctrinement nazi.                                                 |
| The Spirit of '43                          | 7 janvier 1943    | Mésaventures avec les percepteurs des impôts récoltant les taxes d'efforts de guerre |
| Gauche... Droite (Fall Out, Fall In)       | 23 avril 1943     | Donald exécute une longue marche d'entraînement.                                     |
| Facéties militaires (The Old Army Game)    | 5 novembre 1943   | Donald tente de s'offrir une permission en se cachant.                               |
| À l'attaque ! (Home Defense)               | 26 novembre 1943  | Donald et ses neveux se chamaillent sous la forme d'une attaque aérienne.            |
| Commando Duck                              | 2 juin 1944       | Donald doit détruire une base aérienne japonaise.                                    |

Toutefois ce ne sont pas les seuls films de l'époque. Le caractère râleur et impulsif du canard offre aux animateurs de nombreuses possibilités de le voir contrarié et de faire rire le spectateur.

### 1947-1949: la période d'après-guerre
Après la Seconde Guerre mondiale l'univers de Donald ne cesse de s'étendre. Les publications à l'international font grandir le nombre d'histoires et celui des personnages.
En 1947 dans Donald chez les écureuils, Jack Hannah confronte Donald avec les écureuils Tic et Tac qui avaient déjà ennuyé Pluto en 1943 dans Pluto soldat. Dans Le Dilemme de Donald, Jack King « parodie la psychanalyse » et « donne aussi à Daisy la possibilité de jouer les vedettes ». Pour Grant, cette période est marquée de la patte de Jack King qui « associe une progression quasi-logique des événements à une certaine irréalité, permet à de nombreux courts métrages de plaire au public ». King prouve que parfois dans l'animation, « en fonction du contexte, la plus mauvaise blague peut être la plus drôle ».
Un autre fait important de l’année 1947 est la création par Carl Barks de l'oncle Balthazar Picsou qui amène ensuite la création d'un énorme arbre généalogique, d'une ribambelle de personnages. On peut aussi noter en 1948 la création de Gontran Bonheur.
En 1948, le groupe danois Egmont (à l'époque « Gutenberghus ») publie en Suède Kalle Anka & C:o. Ces magazines sont étendus rapidement à toute la Scandinavie, tandis que d'autres hebdomadaires du nom de Donald Duck apparaissent en Finlande ou aux Pays-Bas.

### Les années 1950: fin de carrière cinématographique
Les années 1950 marquent la fin de la série de courts métrages de Donald Duck.
Le 12 juillet 1950, le Groupe Abril lance sa toute première publication, Pato Donald version en portugais de Donald Duck, publiée au Brésil.
En 1953 dans le film Les Cacahuètes de Donald, Donald trouve un de ses rares alliés dans la guerre qui l'oppose à Tic et Tac en Dolorès un éléphant de zoo, où Donald travaille comme gardien.
En 1953 Romano Scarpa débute à Mondadori, c'est la personne qui se révèle la plus influente des séries Disney. Sa version de Donald a ses racines chez Barks, mais son action sur cinq décennies voit aussi la création de personnages bien à lui. Le personnage le plus connu est Brigitte McBridge, une cane éperdument amoureuse de Picsou. Barks à lui-même commenté Brigitte, et exprima son intérêt positif à son sujet.
La vie de Donald se poursuit alors surtout avec la bande dessinée, avant la création de séries télévisées et des jeux vidéo dans les décennies suivantes.
Toutefois en 1959, Donald apparaît dans son premier moyen-métrage Donald au pays des mathémagiques. Donald tient dans ce film un rôle qui sera dévolu à partir de 1969, à un nouveau membre de sa famille, un oncle (très) éloigné, le professeur Donald Dingue. Ce moyen-métrage est la première tentative télévisuelle de Donald.

### Les années 1960: explosion des bandes dessinées européennes
En 1961, le dernier court métrage d'animation avec Donald Duck, The Litterbug sort au cinéma.
Côté bande dessinée, les années 1960 sont marquées par une augmentation du nombre de créateurs de séries. Avec le ralentissement des productions américaines c'est surtout au sein de la maison d'édition danoise Egmont et des séries italiennes que Donald évolue.
La maison d'édition Egmont (dont le siège est à Copenhague) commence à exploiter la licence des séries Disney dès 1948 mais c'est à partir des années 1960, à la suite de l'achat de l'éditeur Aschehoug, spécialisé dans les livres que les publications se font plus nombreuses. Le Donald présenté dans ces séries peut se caractériser ainsi :
Donald habite avec ses neveux au 111, rue des pommes du paradis à Donaldville. Il a pour voiture le modèle 1934 de marque la Scrutto, avec une plaque d'immatriculation portant le numéro 313. Il travaille irrégulièrement dans une fabrique de margarine à Donaldville. Picsou oblige souvent Donald à travailler pour lui, ou bien à le suivre pour les chasses au trésor. Lorsqu'il travaille pour son oncle, c'est pour un salaire de misère de 30 centimes de l'heure. Il réalise pour lui des tâches sans intérêt comme nettoyer les milliards de pièces contenues dans son coffre-fort. Malheureusement pour lui, l'argent qu'il voit ne sort jamais d'où il est. Lors des chasses au trésor, les gaffes de Donald sont même au contraire un motif pour Picsou d'allonger les dettes de Donald.
Par contraste les créations italiennes ne sont pas aussi codifiées. Avec le concours du scénariste Guido Martina et du dessinateur Giovan Battista Carpi, la personnalité de Donald est significativement modifiée surtout lorsqu'en 1969 ils créent Fantomiald (Paperinik en VO), l'alter-ego de Donald, un super-héros masqué. Ceci donna à Donald une nouvelle dimension, maintenant il peut :
- tenter de faire quelque chose contre le comportement de Picsou qui utilise à son avantage les difficultés financières de ses neveux ;
- utiliser l'aspect super-héros pour raviver l'amour de Daisy ;
- contrer Gontran et tous les autres personnages qui le voyaient comme un perdant notoire. Mais tout ceci reste compliqué, car son identité doit rester secrète.

Plusieurs auteurs ont ensuite critiqué cette nouvelle facette de Donald, car l'intrusion du super-héros a considérablement modifié la personnalité de Donald.

### Les années 1970: un personnage toujours contemporain
Les années 1970 voient l'essor du Donald moderne, avec par exemple le Donald au look « techno » adopté par Giorgio Cavazzano et qui a été repris par de nombreux auteurs. On peut aussi noter l'apparition de Reginella, l'amoureuse de Donald qui est l'une des créations les plus célèbres de la production Disney italienne,,. Par ailleurs, dans les pays scandinaves, on commence à prendre la mesure de Barks (fanzines) et ses histoires sont rééditées en grand nombre, tandis que Daan Jippes et Freddy Milton s'en emparent pour dessiner des histoires sur ce modèle. Au Danemark, c'est le Chilien Vicar qui est l'un des plus grands maîtres de Donald, et des auteurs anglais (comme Paul Halas) qui reviennent aux « fondamentaux » de Barks.
En 1970, la république de Saint-Marin émet une série timbres en l'honneur de Donald. D'autres pays le feront plus tard comme le Bhoutan en 1984 puis les Maldives et Grenade.
En 1979 Disneyland Records édite Mickey Mouse Disco, un album de musique comprenant des versions disco des classiques musicaux de Disney, et dont la promotion est assurée par une compilation de courts métrages d'animation, sorti le 25 juin 1980.

### Les années 1980: renouveau pour les 50 ans
Dans les années 1980, Vicar et l'Argentin Daniel Branca, au trait énergique, produisent toujours sur le modèle de Barks, des histoires de Donald comptées parmi les meilleures, qui mettent l'accent sur la vie de tous les jours du canard, tandis que les auteurs italiens sont plus axés sur les grandes aventures et abordent des thèmes de science-fiction et des reprises des grands classiques (avec Massimo De Vita, fils de Pier Lorenzo).
En 1983, Donald réapparaît au cinéma dans Le Noël de Mickey où il joue le rôle du neveu d'Ebenezer Scrooge dans cette adaptation d'Un chant de Noël de Charles Dickens. Mais il ne développe pas dans ce film son tempérament ce qui fait dire à John Grant que cette apparition est à la fois « agréable et décevante ».
Les années 1980 marquent également un regain d'intérêt pour l'univers des canards de Disney, ainsi que l'apparition d'une nouvelle « école » pour les canards, l'école française, en plus de l'américaine, de l'italienne et de la scandinave.
Les premières histoires de Donald made in France sont publiées en 1982. La première est Le Papillon qui venait du froid dessinée par Claude Marin et écrite par Louis Cance et Patrice Valli.
L'intérêt pour Donald est en partie ravivé grâce à l'anniversaire de ses 50 ans en 1984 qui coïncide avec l'arrivée d'une nouvelle direction à la tête de la société Disney, menée par Michael Eisner. À cette occasion, un avion nommé Duck One sillonne les États-Unis avec à son bord Clarence Nash, la voix du canard. Le 21 mai 1984, Donald laisse ses empreintes de pas dans le ciment devant le Grauman's Chinese Theatre, aux côtés du nom de Clarence Nash.
L'année 1984 marque aussi le premier jeu vidéo produit par Walt Disney Educational Productions avec Donald, Donald Duck's Playground. De nombreux titres de jeu vidéo seront édités principalement au début des années 1990 puis à partir de 2000.
L'année 1985 est marquée par la mort de Clarence Nash, Tony Anselmo a ensuite repris la voix de Donald Duck.
Le 21 mai 1986, le Français Claude Marin dessine le personnage sous l'apparence d'un bébé dans la série Bébés Disney dont la publication a débuté dans le numéro 1769 du Journal de Mickey.
En 1987, paraît la série La Bande à Picsou où Donald apparaît très rarement. Il est un oncle absent en raison de son travail de matelot dans l'armée. Le reste des histoires se concentre surtout sur les personnages de Picsou, de Riri, Fifi et Loulou et de nouveaux personnages. Elles poursuivent le principe lancé par Barks des chasses aux trésors. D'après Tad Stones, le fait qu'il soit peu présent dans la série s'explique par le fait qu'il ne pouvait pas parler autant que dans les BD car sa voix peut rendre ses paroles incompréhensibles.
En 1988, Donald apparaît dans le long métrage Qui veut la peau de Roger Rabbit où il fait un numéro de piano avec et contre Daffy Duck, et pour le plus grand plaisir des spectateurs, il explose de colère.

### Les années 1990 et 2000: l'Italie moteur de développement
En 1990, Donald apparait dans le film Le Prince et le Pauvre comme le simple valet de Mickey.
Dans les années 1990, les histoires hollandaises ont un grand succès (notamment Ben Verhagen, Mau Heymans, Kirsten de Graaf). Ces auteurs reprennent le style de Barks des années 1948-1952. À mentionner aussi Tito Faraci en Italie et Francesco Guerrini.
Vers le milieu des années 1990, le personnage de Fantomiald (Paperinik), créé en Italie en 1969, est relancé et modernisé dans une publication mensuelle italienne nommée PKNA - Paperinik New Adventures, proche du format des comics de super-héros. Dans ce mensuel, Donald Duck reprend une vie de super-héros assez proche de celle de Fantomiald mais le monde qui l'entoure et son comportement sont plus actuels. Cette série débute le 14 mars 1996 par Evroniani. Dans la version originale, il conserve son pseudonyme de Paperinik mais comme des incohérences apparaissent et aussi pour conserver le symbole PK, le personnage est nommé dans certains pays Powerduck. Toutefois Donald est rarement mentionné dans cette version.
Fin 1998, Bruno Enna, Diego Fasano et Paola Mulazz crée en Italie, une série intitulée Donald Junior (Paperino Paperotto en VO) narrant l'enfance de Donald Duck. Elle débute le 12 janvier 1999 dans Topolino N.2250 avec une histoire dessinée par Alessandro Barbucci.
La fin des années 1990 offre à Donald un rôle comparable à celui de Mickey dans Fantasia (1940). Il joue le rôle de l'assistant de Noé lors du remplissage de l'Arche dans la séquence Pomp and Circumstance de Fantasia 2000.
Dans les années 2000, Lars Jensen, Flemming Andersen et Casty sont les auteurs les plus renommés.
En 2001, PKNA est remplacée par une nouvelle version nommée PK² ou Duclair en anglais, publiée de février 2001 à août 2002.
En août 2002, la série PK² est remplacée par PK en Italie (ou PK - Pikappa) aussi nommée Powerduck en France (code PK3). La première histoire s'intitule Superhéros par hasard (Un supereroe per caso). L'environnement à encore changé par rapport à la version précédente. Donaldville est très différente, l'aspect du héros reste proche mais sa personnalité change comme son arsenal d' « outils/gadgets ». À l'instar des premières versions, l'origine du personnage est racontée dans certains épisodes mais n'a rien à voir avec les précédentes. C'est cette version qui a été adaptée en jeux vidéo sous le nom Donald Duck : Qui est PK ? (2002).
Le 10 août 2004, Donald est récompensé par une étoile sur le Walk of Fame à Hollywood.
Les deux décennies 1990 et 2000 sont surtout marquées par l'informatique, d'un côté avec les nombreux jeux vidéo mettant en scène le Donald colérique et celui simple acolyte de Mickey et de l'autre les images de synthèse avec la série La Maison de Mickey de 2006 montrant Donald en 3D. Dans cette série le personnage est graphiquement beaucoup plus lissé qu'en bande dessinée. Ses plumes sont ainsi presque non apparentes mais son caractère et son problème d'élocution sont intacts malgré la jeune audience visée par la série.
En avril 2008, une nouvelle série provenant d'Italie, voit le jour sous le nom de DoubleDuck créée par les scénaristes Fausto Vitaliano et Marco Bosco et le dessinateur Andrea Freccero. La première histoire s'intitule Bon baisers de Doubleduck. On y retrouve Donald avec une double vie d'agent secret qu'il cache à Daisy. Il a pour mission de s'occuper des bandits de la ville. La série est publiée dans le magazine Super Picsou géant.
Le 1er juin 2010, Glénat annonce la publication en bande dessinée des œuvres complètes de Mickey Mouse et Donald Duck en 2011 et 2012 ainsi que de nouvelles histoires.
En 2017, Donald revient à l'écran avec le reboot de La Bande à Picsou. Cette fois-ci, Donald est beaucoup plus présent à l'écran où au cours de la série, il accompagnera de temps en temps Picsou et la bande dans leurs aventures.

## Les œuvres avec Donald Duck

### Filmographie
Donald Duck est apparu dans les 128 courts métrages de la série Donald Duck produite entre 1934 et 1961 ainsi que bon nombre de Mickey Mouse. Donald apparait aussi dans la série Donald et Dingo.
Rien qu'avec sa propre série, il dépasse les 119 films de Mickey, produits eux entre 1928 et 1953.
Donald est aussi à l'affiche de quelques longs et moyens métrages.
La filmographie comprend 15 désignations aux Oscars dont une victoire pour Der Fuehrer's Face en 1943 :
- Désignations comme Meilleur court-métrage d'animation
  - Bons Scouts (1938)
  - Donald garde-champêtre (1941)
  - Der Fuehrer's Face (1942, victoire)
  - Le crime ne paie pas (1945)
  - Donald chez les écureuils (1947)
  - Donald et les Fourmis (1948)
  - Donald et son arbre de Noël (1949)
  - La Chasse à l'ours (1953)
- Désignations comme Meilleur court-métrage documentaire
  - The New Spirit (1942)
  - Donald au pays des mathémagiques (1959)
- Autres désignations
  - Saludos Amigos (1942), oscar de la musique de film, de la chanson originale et du mixage de son pour l'année 1943
  - Les Trois Caballeros (1944), oscar de la musique de film et du mixage de son pour l'année 1945

### Bandes dessinées
Depuis 1934, Donald Duck est apparu dans plusieurs dizaines de milliers d'histoires ou de gags. Le site INDUCKS recense en 2011 selon les pays et les producteurs:
- États-Unis :
  - Strips quotidiens : 16 524 histoires
  - Pages dominicales : 3184 histoires
  - Comic-books américains
    - Dell Comics / Western Publishing : 2013 histoires
    - Gladstone / Another Rainbow Publishing (en) : 60
    - Disney Comics : 42

  - Disney Studio (années 1963-1991, 1994): 2006 histoires
  - Gladstone / Another Rainbow : 80 histoires
- Italie : Mondadori / Disney Italia : 7439 histoires
- Danemark : Gutenberghus / Egmont : 5204 histoires
- Pays-Bas Oberon / GP / VNU : 3060 histoires
- France : Édi-Monde / Disney Hachette Presse : 1503 histoires
- Brésil : Abril : 1274 histoires
- Royaume-Uni : 218 histoires
- Allemagne : Ehapa : 115 histoires
- Productions mineures (par exemple  Argentine,  Belgique) : 95 histoires
- Histoires spéciales (liées à aucun producteur en particulier ou à plusieurs) : 188 histoires
- Disney Europe (Paris) : 2 histoires

#### Histoires remarquables
- Comic strips quotidiens par Al Taliaferro
- Principales histoires par Carl Barks :
  - Noël sur le mont Ours, 1947.
  - Perdus dans les Andes !, avril 1949, avec les fameux œufs carrés.
  - Retour en Californie, mai 1951.
  - Noël à Pauvreville, janvier 1952.

### Publications
- Pato Donald au Brésil

### Séries télévisées
- La Bande à Picsou (Ducktales) (1987-1990) (invité récurrent)
- Donald Duck Presents, compilation de courts métrages Disney présentée sur Disney Channel à partir du 1er septembre 1983[89]
- Donald's Quack Attack (compilation de courts métrages Disney)
- Bonkers (1993-1995) (apparition)
- Couacs en vrac (Quack Pack) (1996-1997)
- Mickey Mania (Mickey Mouse Works) (1999-2000)
- Disney's tous en boîte (Disney's House of Mouse) (2001-2003)
- La Maison de Mickey (Mickey Mouse Clubhouse) (2006-2013)
- La Boutique de Minnie (Minnie's Bow-Toons) (2011-2016)
- Mickey Mouse (2013)
- La Bande à Picsou (Ducktales) (2017-2021)
- Mickey et ses amis : Top Départ ! (Mickey Mouse Mixed-Up Adventures) (2017-En cours)
- Les Histoires Toc-Toc de Tic & Tac (Chip ‘N’ Dale : Nutty Tales) (2017-2019)
- La Légende des Trois Caballeros (Legend of the Three Caballeros) (2018)
- Le Monde Merveilleux de Mickey (The Wonderful World of Mickey Mouse) (2020-2023)
- Les Aventures au Parc de Tic et Tac (Chip 'n' Dale: Park Life) (2021-En cours)

### Jeux vidéo
Donald apparaît dans les jeux vidéo suivants :
- Donald Duck's Playground (en) (1984)
- Donald's Alphabet Chase (1988)
- QuackShot starring Donald Duck, un jeu sorti sur Mega Drive en 1991
- The Lucky Dime Caper starring Donald Duck (1991)
- World of Illusion Starring Mickey Mouse and Donald Duck (1992)
- Deep Duck Trouble Starring Donald Duck (1993)
- Disney's Magical Quest 3 starring Mickey and Donald (1995 et 2005), où il doit retrouver ses neveux avec l'aide de Mickey Mouse.
- Donald in Maui Mallard (1995)
- Donald Duck no Mahō no Bōshi (1995)
- Donald "Cou@k Att@ck ?!" (2000) sur PC, DC, PS2, GC, N64, PSX, GB où il doit affronter Merlock, qui a enlevé Daisy Duck
- Donald "Adv@nce!" (2000) sur GBA
- Mickey's Speedway USA (2000)
- Disney Golf (2002)
- Donald Duck : Qui est PK ? (2002)
- la saga des Kingdom Hearts, où il partage la vedette avec Sora, Mickey Mouse et Dingo.
  - Kingdom Hearts (2002)
  - Kingdom Hearts: Chain of Memories (2004)
  - Kingdom Hearts 2 (2005)
  - Kingdom Hearts 2: Final Mix+ (2007)
  - Kingdom Hearts: Coded (2008)
  - Kingdom Hearts: 358/2 Days (2009)
  - Kingdom Hearts: Birth by Sleep (2010)
  - Kingdom Hearts 3D: Dream Drop Distance (2012)
  - Kingdom Hearts 3 (2019)
- Disney Infinity 2.0 (2014)
- Disney Infinity 3.0 (2015)
- Disney Speedstorm (2023)

### Produits dérivés
Comme la plupart des personnages vedettes de Disney, Donald a vu apparaître au cours des décennies de nombreux produits dérivés. Toutefois, il reste dans ce domaine un personnage secondaire. Il est souvent associé au groupe Mickey-Minnie-Dingo par exemple dans les produits destinés aux bébés (gamme Disney Baby), aux objets de cuisine, à l'alimentaire (gamme Disney Garden).
Steven Watts mentionne dans les années 1930 des « kits de peinture Donald Duck pour œufs de pâques ». La société américaine General Beverage a produit entre 1952 et 1955 un Donald Duck Cola,.
À l'inverse de Mickey ou de Winnie l'ourson, qui possèdent chacun certaines gammes transversales qui leur sont consacrées, Donald Duck reste en marge des produits dérivés, plus justement en position de rôle secondaire.

### Parcs à thème
En 1998, le parc Tokyo Disneyland a fêté l'anniversaire de Donald Duck en lançant un ensemble de manifestations nommée Donald's Wacky Kingdom comprenant plusieurs spectacles.
Donald est aussi présent dans plusieurs attractions des parcs Disney :
- Mickey Mouse Revue (1971), attraction fermée en 1980 au Magic Kingdom mais transférée au Tokyo Disneyland où elle est encore en activité[70].
- il possède un bateau le Miss Daisy dans les trois versions de Mickey's Toontown (1993 et 1996)
- Animagique (2002)
- Mickey's PhilharMagic (2003) où il est l'objet d'un gag. À la fin de l'attraction, il est encastré dans un mur et est visible de l'autre côté du mur dans la boutique adjacente[92].
- Gran Fiesta Tour Starring The Three Caballeros (2007) dans le pavillon du Mexique à Epcot, film reprenant des séquences des Trois Caballeros (1944)[93].

## Analyse du personnage

### Apparence et caractéristiques
L'un des éléments caractéristiques de Donald est son phrasé ainsi que la sonorité de sa voix. Cette sonorité a donné à tort son nom à l'effet Donald Duck, fait de parler avec une voix déformée par l'hélium. Mais comme le souligne Neil Sinyard, l'idée du personnage ne vient pas du dessin mais d'une voix, ce qui est assez rare dans l'animation.

#### Aspect graphique
Donald est un canard anthropomorphique mais il est plus proche de l'animal que d'autres personnages tels que la souris Mickey Mouse ou le chien Dingo.
Une posture typique de Donald est celle de la pose de combat, qu'il adopte dès 1934 dans Le Gala des orphelins pour tenter de rosser les chenapans qui l'exaspèrent. Cette posture montre la flexibilité du corps du canard, tel que pouvait l'avoir Mickey dans ses premières années mais que Donald conserve et donne aussi à ces ascendants-descendants. Donald, et les autres canards de Disney, peuvent adopter des postures vraiment fantastiques, à tel point que Walt Disney déclare qu'ils ont « une plasticité plus ! » Jack Hannah ajoute que cette plasticité physique n'a d'égal que celle de caractère qui permet à Donald de passer de « l'abattement du condamné au sourire du diable ».
Son physique évolue aussi en 1936 entre Mickey's Grand Opera et Le Déménagement de Mickey :
- ses orteils ont été raccourcis ;
- ses genoux cagneux ont disparu au profit de « tubes lisses et malléables » comme la plupart des autres personnages de Disney de l'époque ;
- ses doigts de plumes au bout de ses ailes sont devenus des mains presque humaines à quatre doigts.

Il possède depuis ses débuts une tenue de marin qui évolua peu, elle s'est raccourcie vers 1936 comme le béret associé. Toutefois, certains détails n'ont pas changé comme l'absence de pantalon sauf dans quelques rares scènes de baignades où il porte un maillot intégral. Donald est un vétéran du second conflit mondial, où il sert tour à tour dans la Marine, l'Armée de terre ou l'Armée de l'air américaine. Il est à noter qu'il possédait une tenue de marin avant le second conflit mondial, ayant récupéré son fameux bonnet auprès d'un vrai marin lorsqu'il était enfant (selon une histoire parue dans le journal de Mickey en 1983).
Mais l'aspect essentiel de Donald est la très forte interaction de son aspect graphique avec ses expressions. Flora O'Brien déclare que l'âme de Donald et son corps ne font qu'un. Le visage de Donald est déjà très expressif avec ses grands yeux surmontés de sourcils très mobiles, souvent soulignés par des mèches sur sa tête. Mais chaque élément de sa tenue et de son corps réagit en fonction de la situation et accroît la signification. Ainsi le ruban de son béret tombe sur le nez dans un moment de contrariété ou le béret s'envole dans un moment de surprise, tandis que sa veste s'enroule parfois sous le coup de la colère, sa queue devenant même une main pour différentes actions.
John Grant fait un parallèle entre l'évolution de Mickey Mouse vue selon une optique anthropologique par le naturaliste Stephen Jay Gould dans un essai publié en mai 1979 et celle de Donald. Les deux ayant pour lui rajeunit de la même façon, juste un peu moins pour Donald. Voici ce que disait Gould :

« Les transformations de Mickey à travers le temps ont eu en général pour effet de le rendre plus jeune. Le visage de Mickey est devenu à la fois moins espiègle et plus juvénile. La taille de son crâne a augmenté, ainsi que la taille de sa tête par rapport au reste du corps… ses jambes se sont raccourcies et épaissies, ses yeux se sont proportionnellement beaucoup agrandis. Tous ces développements sont des signes d'accentuation de sa juvénilité. »

Donald est involontairement à l'origine d'une énigme assez connue : Pourquoi Donald met une serviette autour de sa taille en sortant de la douche, alors qu'habituellement il ne met jamais de pantalon ou autre ?
On peut noter l'apparition depuis l'été 2006, d'une gamme de produits nommée Disney Cuties présentant Donald Duck sous un aspect adorable, style graphique inspiré par le manga, et plus particulièrement les personnages d'Hello Kitty et Pucca.

#### Le caractère
Donald Duck possède plusieurs traits de caractère particuliers :
- colérique et grincheux entre les années 1930 et les années 1950, il s'assagit progressivement (sans perdre son côté râleur) avec l'entrée des neveux chez les Castors Juniors et grâce à l'avarice et le côté bougon de l'oncle Picsou ;
- il est malmené par une formidable malchance. La chance éhontée de l'oisif et suffisant cousin Gontran Bonheur l'enrage d'autant plus ;
- les auteurs de la fin du XXe siècle, comme Don Rosa, ont ajouté à ce portrait un aspect d'amour paternel qui lie Donald à ses trois neveux et qui efface l'autoritarisme parental des premières années de cohabitation entre eux.

Les traits de Donald sont dus au département des scénarios des studios Disney qui n'accorda que des catastrophes au personnage de Donald afin d'être en adéquation avec son caractère. Le caractère de Donald selon Jack Hannah concentre tout ce que l'être humain peut éprouver comme sentiment : « mignon, malicieux, chaleureux, froid et ce à n'importe quel moment ». La liste des adjectifs pour le qualifier pourrait être sans fin mais pour n'en retenir que quelques-uns : « Crédule, rêveur, persévérant, déterminé voire obstiné, héroïque mais pas téméraire, grincheux, angoissé, fier, égocentrique, hystérique et surtout colérique. »
Jack Hannah, cité par John Grant, indique qu'à l'époque des débuts de Donald, « il était déjà difficile de trouver des histoires pour Mickey... vous ne pouviez pas trop le bousculer. Et Dingo, vous ne pouviez pas bousculer le simple d'esprit... Donald était très facile à utiliser... Donald pouvait être n'importe quoi. »
Son caractère a évolué surtout à partir de 1937, comme Mickey Mouse, Donald était un personnage affecté par la Grande Dépression des années 1930. Il avait ainsi exercé de nombreux emplois, et son tempérament l'a en quelque sorte aidé à s'en sortir. Avec l'année 1937, il retrouve un peu de calme et s'installe dans une maison. En 1938, il prend des cours de self control dans le film justement intitulé Le Sang-froid de Donald (Self Control en anglais), son caractère emporté devient un élément central de sa personnalité. C'est une première étape avant son rôle d'ange gardien dans L'Ange gardien de Donald et la naissance de son côté paternaliste pour Riri, Fifi et Loulou dans Les Neveux de Donald, tous deux aussi de 1938. Il adopte aussi dans les années 1940 un côté libidineux.
Cet ensemble de traits est pour John Grant la raison de son succès et son abondante carrière. Mais cela l'a aussi desservi. Il est ainsi d'après lui plus apprécié par les adultes que par les jeunes qui ne retrouvent pas en lui la force du héros, à cause du mauvais caractère. La conséquence est que Donald est très populaire en bandes dessinées, un support lu... plus accessible aux adultes qu'aux enfants.
Mais à l'opposé les animateurs et scénaristes de Disney avaient du mal à traiter le personnage. La limitation des histoires à une succession d'actions et des réactions colériques de Donald a limité les efforts des artistes.
En 1944, John Hubley indique simplement : « Donald est venu avec ses caractéristiques […] Le résultat a été une limitation à la fois pour les auteurs, dans leurs tentatives d'élargir le contenu des histoires et pour les animateurs à rendre expressif les actions et réactions du personnage ». Bill Tytla est lui plus critique : « Les canards je n'aime pas, non pas du tout. Les canards je n'ai pas la patience de travailler avec ». John Grant émet la possibilité que, graphiquement, les canards de Disney sont très, trop, proches des oies, au point que Donald soit plus proche de l'oie que du canard, rendant peu aisé pour les animateurs les séances d'étude sur des animaux vivants. Mais cela n'a pas empêché le public d'apprécier Donald. Selon Steven Watts, dans Nettoyeurs de carreaux (1940), Donald le riveur (1940) et Donald groom d'hôtel (1942), Donald Duck est présenté comme un employé urbain mais dans les années 1950, il devient un papa-poule dans un foyer de la classe moyenne.
Donald montre dans Donald amoureux (1945) un trait de caractère répréhensible le rendant très humain : il « emprunte » l'argent de ses neveux dans leur cochon tirelire pour emmener en rendez-vous Daisy, habillée à la mode du Old South. Pris de remords, autre trait humain, il remet de l'argent mais averti par le narrateur il tente de reprendre une pièce mise en trop et est pris la main dans la tirelire par ses neveux. Il possède un élément similaire à Pluto, une conscience double à la fois angélique et diabolique qui apparaît sous la forme de réplique miniature de lui-même en forme d'ange ou en forme de diable.
Donald Duck partage de nombreux traits communs avec le canard Daffy Duck : les traits physiques du canard, un caractère colérique, une difficulté à parler (bien que moins prononcée chez Daffy). Ils « joueront » d'ailleurs une scène ensemble (à l'instar de Bugs Bunny et Mickey) dans le film Qui veut la peau de Roger Rabbit (1988).

#### Une importante famille
Donald est le fils d'Hortense Picsou, sœur de Matilda Picsou et de Balthazar Picsou ; Donald en est donc le plus proche héritier avec ses neveux Riri, Fifi et Loulou. Du côté des Duck, il est le fils de Rodolphe Duck et le petit-fils de Grand-Mère Donald, paisible fermière du Calisota.
Il a une sœur, Della, qui est mentionnée pour la première fois en 1937 sous forme de signature d'une lettre qui accompagne l'arrivée de Riri, Fifi et Loulou chez Donald (histoire d'un comic strip puis adaptée dans un dessin animé Les Neveux de Donald).
Les trois principaux cousins de Donald sont :
- Gontran Bonheur, aussi insolemment chanceux que Donald est poursuivi par la guigne,
- Popop le cousin sympathique et impulsif, dont les passions et les lubies conduisent souvent aux pires catastrophes,
- Gus Glouton, un personnage secondaire connu pour sa paresse et son insatiable appétit, qui travaille à la ferme de Grand-Mère Donald. Gus n'est pas son cousin direct mais est un cousin « à la mode de Bretagne ».

Durant les nombreuses histoires de voyages à travers le monde, la famille a vu apparaître de nombreux membres, qui a même tourné à de la généalogie lorsqu'on regarde les histoires de Don Rosa, surtout avec son Arbre généalogique de Donald Duck établi à partir de 1993. Toutefois cet arbre n'est pas stable et de nombreux auteurs ne le suivent pas à la lettre.
Dans l'épisode 2 de la saison 4 du dessin animé éducatif La maison de Mickey, intitulé Donald JR, on découvre que Donald a un fils, qui s'appelle Donald Junior. Il n'est pas le fils de Daisy, mais celle-ci ne semble pas surprise de le découvrir avec son père ce qui suppose qu'elle connaissait son existence au préalable ; Mickey semble gêné. Ce fils est illégitime, c'est certain, puisqu'il n'y est pas fait mention dans l'arbre généalogique officiel, et qu'on ne lui connait pas de compagne antérieure à Daisy.

#### Des animaux de compagnie
À l'inverse de Mickey avec Pluto ou Minnie avec Figaro, Donald ne semble pas avoir d'animal de compagnie attitré. Toutefois en cherchant bien, on lui trouve plusieurs animaux de compagnie, principalement dans l'univers de la bande dessinée.
Deux animaux sortent du lot. Le premier est le chien saint-bernard Bolivar qui devient le chien de Donald dans les strips comics de Al Taliaferro et Bob Karp puis repris régulièrement par Carl Barks.
Donald est aussi affublé d'un chat nommé Catmembert (Tabby) créé par Dick Kinney et Al Hubbard. Il apparaît en 1964 dans l'histoire Un cousin à l'épreuve des bombes !!! (The Health Nut) en même temps que Popop, le cousin de Donald qu'il fuit systématiquement.

#### Un univers complet
John Grant, dans son encyclopédie sur les personnages Disney de l'animation, considère Donald avant tout comme un héros de courts métrages d'animation malgré sa présence dans plusieurs longs métrages, l'ouvrage n'étudiant pas la bande dessinée.
Autour de Donald, les auteurs ont créé de nombreux éléments inspirés par la réalité. Ainsi comme Mickey et Mickeyville, Donald habite Donaldville, une ville située dans l'État fictif du Calisota. Barks et Rosa situent cet État sur la côte ouest des États-Unis à des endroits différents soit au nord soit au sud de San Francisco.
Pour plus de détails voir la localisation de Donaldville

### Un personnage populaire dans de nombreux pays

#### Le Donald américain et britannique

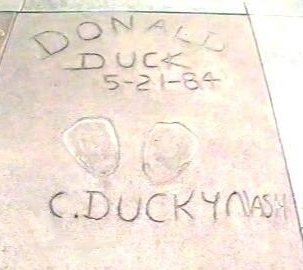
Empreintes de Donald Duck sur le Hollywood Walk of Fame.

Pour John Grant (auteur écossais), le Donald américain est moins populaire auprès des enfants que Mickey en raison de son fort caractère et de la prépondérance des supports écrits. Il argue que c'est dû à la conception erronée que « les dessins animés sont pour les enfants et non les adultes. » Il indique que le « public britannique est moins réfractaire car pour lui l'animation est destiné à tous les âges ».
Le public américain adulte est toutefois très friand des histoires de Donald, preuve en est le nombre de courts métrages, supérieurs à celui de Mickey. La popularité de Donald est aussi visible dans les 15 désignations aux Oscars dont une nomination pour Der Fuehrer's Face. Un journaliste propose même dans les années 1930 que Donald soit élu membre de l'American Academy of Arts and Letters.
Selon l'historien Lewis Jacobs, l'émergence de Donald Duck comme une vedette à partir de 1939 est reliée à celles des gouvernements nationalistes et des conflits dans le monde, le tempérament du canard reflétant plus l'esprit violent de l'époque que Mickey Mouse, alors en déclin. Pour Ariel Dorfman et Armand Mattelart, Donald Duck et les histoires associées aux canards de Disney permettent de retrouver l' « idéologie impérialiste des États-Unis » et consacrent un livre à l'étude des publications Disney américaines republiées en Amérique latine. Pour le psychologue Lawrence Gould, « les courts métrages de Donald et Mickey contiennent un désir collectif d'échapper à la pression de la vie moderne et de revenir à l'enfance. »
L'artiste américain Roy Lichtenstein a réalisé une huile sur toile en 1961 intitulée Look Mickey! (en français, Regarde, Mickey !) inspiré des bandes dessinées mettant en scène Mickey Mouse et Donald Duck.
Un personnage longtemps assimilé à Donald Duck est devenu la mascotte de l'équipe de l'Université d'Oregon, les Oregon Ducks. En 1947, une photographie montre le canard au côté de Walt Disney, l'Oregon Fighting Duck. Mais après la mort de Walt Disney, la société Disney s'aperçoit qu'il n'existe aucun contrat écrit concernant l'usage du personnage. En 1974, Disney et l'université parviennent à un accord pour un usage gratuit du canard nommé Oregon Fighting Duck, reprenant la posture de combat de Donald.
En 1979, Disney refuse que l'université puisse accorder une sous-licence sur le personnage. En 1991, un nouveau contrat est signé, accordant une licence à 12 % de la valeur (au lieu du double) pour l'usage du personnage mais limité à un usage « correct » et restreint à la zone géographique de Portland dans l'Oregon. Ces limitations n'ont pas permis à l'université de vendre des articles avec leurs mascottes au niveau national ou international comme l'ont fait d'autres établissements. Le 5 mars 2010, afin de simplifier, la société Disney émet un document spécifiant que le personnage n'est pas assimilable à Donald Duck, accordant ainsi à l'université d'Oregon l'usage de sa mascotte sans restriction.

#### Le Donald français
En France, le personnage de Donald Duck est très populaire comme dans de nombreux pays. Toutefois, il est et reste essentiellement un personnage secondaire, un peu éclipsé derrière Mickey Mouse ou l'oncle Picsou.
En France, comme aux États-Unis, le personnage Donald est principalement présent dans le domaine de l'animation, des bandes dessinées et des produits dérivés. Comparons ces différents domaines.
Dans l'animation, Donald est visible grâce aux rediffusions des dessins animés de sa propre série, de la série Mickey Mouse, et par les épisodes des séries La bande à Picsou, Disney's tous en boîte et La Maison de Mickey. En dehors de sa propre série de dessins animés peu diffusées régulièrement, Donald est soit en position de second rôle soit rarement présent.
Dans le domaine littéraire c'est surtout par les bandes dessinées que Donald est présent. On peut noter la publication entre le 23 mars 1947 et le 22 mars 1953, d'un hebdomadaire nommé Hardi présente Donald (souvent abrégé Donald) consacré au canard. Cette publication s'arrêta au bout de 313 parutions. L'univers des canards est quand même repris en 1972 par Picsou Magazine. La présence de ce titre appelé d'après le personnage de Picsou (à l'image de l'Uncle Scrooge américain) montre visiblement que l'oncle de Donald est plus vendeur que celui du brave neveu, bien que plus de la moitié des histoires du magazine le mette en scène. Sa présence est surtout due à l'importance des productions européennes proches de la France comme l'Italie et les pays scandinaves.
Concernant les produits dérivés autour de Donald, on retrouve souvent le canard dans des gammes de produits associées à l'univers de Mickey Mouse soit comme troisième ou quatrième membre de la « bande à Mickey ». Ces gammes se composent essentiellement de produits de la maison : meubles, accessoires de cuisine, vêtements. Il faut toutefois rappeler que le second personnage le plus apprécié de Disney, derrière la mascotte Mickey, est Winnie l'ourson, dont les gammes de produits sont très nombreuses.
On peut donc remarquer que Donald est très souvent présent dans l'univers Disney français et se place dans le peloton de tête des personnages de la société mais il est caractérisé par une place de second, probablement dû à son caractère. Toutefois dans certains pays la popularité de Donald égale, comme c'est le cas en Italie, voire dépasse celle de Mickey, par exemple dans les pays scandinaves tels que la Suède.
Il est doublé depuis 1989 en français par Sylvain Caruso, succédant à Guy Montagné et Michel Elias qui l'avaient interprété dans les années 1980 ou encore à Jacques Bodoin (voix du personnage dans le premier doublage de Coquin de Printemps). Clarence Nash avait également lui-même assuré les dialogues en français du personnage à quelques occasions (notamment dans le premier doublage de Saludos Amigos).
Au Canada (Québec) en 1986, Sébastien Dhavernas était le doublage et la voix du personnage de Donald Duck, et  1988 à 2021, Daniel Lesourd était la voix deuxièmement de Donald. puis de 2023 à aujourd’hui, Kevin Houle était la voix officielle, la troisième et actuelle voix de Donald Duck.

#### Le Donald italien
En Italie, la présence de Donald remonte à très loin, ainsi Federico Pedrocchi dessine les séries de Donald dès 1940. L'importance de Donald est surtout marquée par une abondante production d'histoires centrées sur les canards de Disney. Cependant, Mondadori continue à produire beaucoup de séries Disney. Les Italiens entendent quand même marquer les séries de leur empreinte, tout en gardant la qualité supérieure du travail de Barks. Ces séries diffèrent des danoises et des américaines en ce sens où elles sont produites en format de poche : au lieu des 10-15 pages par série, les séries italiennes sont environ de 30 pages.

#### Donald, un personnage très populaire en Suède
En Suède, Donald fait ses débuts en bande dessinée en 1935 dans le magazine Hemmets veckotidning. C'est ce journal qui publie aussi les strips de Mickey dans son édition du dimanche. Plus tard cette même année, Donald est publié dans le journal de Stockholm, Stockholms Dagblads, toujours dans les séries d'aventures quotidiennes de Mickey. En 1936, Den kloka lilla hönan, la version danoise de la petite poule avisée est publiée dans Svenska Journalen.
En 1937 le premier numéro du Journal de Mickey est à son tour publié, dans ce journal Donald est dès le départ, un personnage récurrent. Le Journal de Mickey est un élément remarquable, premièrement par le fait d'être historiquement le premier journal de bande dessinée en Suède, deuxièmement pour publier jusqu'à maintenant des séries Disney produites en Suède. La même année 1937, le livre d'images Musses små kusiner (Les petits cousins de Mickey) est publié. Dans cette histoire, Donald a pour mission de s'occuper des neveux de Mickey (appelés alors « cousins de Mickey »). À noter que Donald reçoit ici le nom d'Oncle Magnus. La suite est que le nom suédois complet de Donald se transforme en Karl Magnus Anka. C'est sous ce nom qu'il est présenté dans l'arbre généalogique de Don Rosa. C'est aussi comme cela qu'il est nommé dans la série L'enfance de Donald (Kalle Ankas barndom), publiée dans Kalle Anka & C:o et les Kalle Ankas Pocket depuis 2000.
Les histoires quotidiennes de Donald débutent dans l'édition du 7 avril 1938 du journal Aftonbladet. La publication de ces histoires se poursuit jusqu'en 1977. La page du dimanche est publiée dans le journal hebdomadaire Vårt Hem, soit « Notre Maison », à partir du numéro 14 de 1940. Dans l'article qui lance Donald, celui-ci est nommé Karl Anka (« Canard Karl »). Il faut attendre 1941 pour voir une publication contenir le nom Kalle : Le livre de noël de Donald Duck (« julhäftet Kalle Anka »), histoire qui est de nos jours publiée en fin de chaque année. Cependant il est appelé Kalle Anka dans les séries suivantes (où « Kalle » est apparemment pensé comme un surnom). En septembre 1948, le premier numéro de Kalle Anka & C:o sort, cette série est encore publiée de nos jours.
Les histoires de Donald sont actuellement publiées dans cinq publications suédoises régulières, en dehors des journaux et des livres, qui proposent aussi des histoires. Ces publications sont :
- Kalle Anka & C:o - C'est la plus importante publication de bande dessinée en Suède, publiée depuis 1948. Elle propose les séries développées par Egmont, mais aussi des histoires allemandes, françaises et des américaines plus anciennes.
- Kalle Ankas Pocket - cette publication débuta de manière sporadique en 1968, et s'est progressivement développée. Aujourd'hui, 13 numéros sont publiés par an. Elle était spécialisée dans la reproduction de séries italiennes mais utilise actuellement aussi bien des séries d'Egmont que parfois des séries écrites au Brésil. Depuis 1997, une version spéciale double est publiée ainsi que depuis 2005, une version de poche nommée Donald Duck's Minipocket.
- Stål-Kalle - C'est un mensuel publié depuis 1997 proposé des histoires de Donald Duck dans un style inspiré de Marvel Comics ayant des origines italiennes.
- Musse Pigg & C:o - nommée à l'origine Walt Disney's series, cette publication avant 1980 avec l'introduction des histoires de Donald Duck. Depuis 1999, elle comprend principalement des rééditions de Kalle Anka & C:o et des histoires françaises.
- Oppfinnar-Jockes kluriga magasin - journal publiant depuis 1982 des petites histoires.

Un parti politique satirique, le Parti de Donald Duck, fondé dans les années 1990, est nommé d'après le héros de Walt Disney.

#### Donald en Allemagne
En Allemagne, juste après la Seconde Guerre mondiale, les instances de la jeune République fédérale hésitent à interdire l'import des comics américains. En 1951, l'éditeur Ehapa est fondé par le groupe danois Gutenberghus (depuis renommé Egmont) et lance le magazine mensuel Micky Maus adaptant les histoires américaines. La directrice d'Ehapa, Erika Fuchs, docteure en histoire, décide d'étoffer les histoires, principalement de Carl Barks, avec des notes historiques afin de faire taire les critiques sur une possible perte du langage à cause des comics. Elle prend aussi le parti d'avoir des noms de personnages plus complexes que les noms américains plus proches de l'onomatopée et des phrases plus construites.
En 1951, seuls 135 000 exemplaires de Micky Maus sont écoulés sur les 300 000 publiés. La publication devient bimensuelle à partir de janvier 1956 et enfin hebdomadaire à partir de janvier 1959 pour satisfaire son lectorat et la publication atteint les 650 000 exemplaires à la fin des années 1960.
Le travail de Fuchs paye et Egmont reste le principal éditeur dans les pays germaniques. Donald Duck est devenu en Allemagne un personnage populaire, proche des gens, auquel on peut s’identifier, enfant comme adulte.

## Les auteurs ayant influencé l'univers des canards de Disney
L'univers de Donald et des canards de Disney a été fortement influencé par quelques auteurs, voici les quatre plus importants.

### L'influence d'Al Taliaferro et Bob Karp
Les strips quotidiens consacrés à Donald furent publiés à partir du 2 février 1938, tandis que la page dominicale débuta le 10 décembre 1939. Ces publications étaient l'œuvre d'Al Taliaferro, le dessinateur et de Bob Karp, le scénariste. Comme il l'avait toujours fait, Taliaferro participe également aux scénarios en termes d'idées. Des études suggèrent que ses idées ont transformé les histoires en de véritables classiques. Taliaferro travailla sur les séries de Donald jusqu'à sa mort le 3 février 1969. Son dernier comic-strip quotidien fut publié le 10 octobre 1968 et sa dernière page du dimanche le 16 février 1969.
Durant cette période, Taliaferro va étoffer l'univers de Donald en créant plusieurs personnages :
- les neveux Riri, Fifi et Loulou en 1937[31] qui apparaîtront par la suite au cinéma,
- le chien saint-bernard Bolivar apparaît pour la première fois le 17 mars 1938[120] reprenant celui qui apparaît dans le dessin animé Les Alpinistes de 1936,
- le cousin Gus Glouton apparaît pour la première fois le 9 mai 1938[121] qui va apparaître par la suite au cinéma,
- Grand-Mère Donald apparaît sur un portrait mural le 11 août 1940[35], puis apparaît « en chair et en os » le 27 septembre 1943[122]. Pour son personnage, Taliaferro s'est inspiré de sa propre belle-mère Mme Donnie M. Wheaton possédant le même type de coiffure[123].

C'est également Taliaferro qui fait apparaître pour la première fois Daisy Duck dans les bandes dessinée le 4 novembre 1940 après avoir fait son apparition en dessin animé. Il n'a pas créé le personnage mais à participer à son développement.
Taliaferro a également introduit la célèbre voiture rouge de Donald avec 313 comme plaque d'immatriculation. Cet engin, tombant toujours en rade, est l'objet à la source de beaucoup de sketchs et d'humour.
Il a posé les fondements de l'univers de Donald qui seront pas la suite développés par Carl Barks.

### L'influence de Carl Barks

#### La première chasse aux trésors
La première aventure de Donald dans les journaux à séries aux États-Unis s'intitule Le trésor du Capitaine Morgan (Donald Duck Finds Pirate Gold) et est publié en octobre 1942. L'action avait au départ été suggérée par Harry Reeves et Homer Brightman pour un court métrage qui n'a pas vu le jour. Les notes ont été données à Bob Karp qui les utilisa pour concevoir le script de cette histoire. À son tour, il confia le scénario à Carl Barks et les dessins à Jack Hannah. Ils créèrent avec ce scénario une histoire de 64 pages. L'histoire est la suivante :
Donald, avec ses neveux, part à la chasse au trésor d'Henry Morgan. Selon le manuscrit, il doit dessiner un port et un bateau à voile.
Barks, dont c'est l'un des premiers travaux, montre un esprit du détail dans le dessin. Afin d'avoir une meilleure apparence graphique, Barks décida de prendre le magazine National Geographic comme référence.
Cette histoire a été importante tant pour Carl Barks, qui signe ici sa première série, que pour Donald, qui inaugure un nouvel aspect de sa personnalité : celui de chasseur de trésor. Il rejoint ainsi d'autres personnages de Disney au rôle récurrent, presque leurs métiers comme le détective Mickey, ou Dingo, le démonstrateur.

#### Les premières années de Barks
Barks abandonne rapidement son poste d'animateur, principalement sur des courts métrages, au sein des studios de Disney, pour travailler chez Western Publishing, société qui a obtenu les droits de production de bandes dessinées avec les personnages Disney.
Il est payé 12,50 dollars américains la page. Au départ, l'entreprise l'a engagé pour illustrer un manuscrit, dont les instructions étaient : « voilà une histoire de Donald sur 10 pages. J'espère que tu apprécieras. À toi de l'illustrer. Si tu penses pouvoir l'améliorer, ou si quelque chose ne colle pas à la personnalité de Donald, à toi de le modifier ».
Dans la mesure où Barks voulait faire ses propres manuscrits, il change allègrement le script reçu. Le résultat ne contient alors plus grand-chose de l'original. La nouvelle histoire s'appelle The Victory Garden et elle est publiée pour la première fois en avril 1943. Dès lors, Barks est autorisé à écrire et à dessiner ses propres histoires, et non des scénarios déjà écrits.
Le rythme de production annuel de Barks arrive à sa vitesse de croisière à la fin des années 1940. Il écrit alors huit histoires de 10 pages par mois qui sont publiées dans Walt Disney's Comics and Stories, ainsi qu'une histoire plus longue publiée dans le magazine américain de Donald, au rythme de publication plus sporadique. La première longue série pour laquelle Barks écrit le scénario, est intitulé The mummy's ring, c'est une histoire de 28 pages.
Les histoires courtes portent principalement sur la vie de tous les jours de Donald et sont axées sur le comique. Les histoires plus longues sont, elles, plus dramatiques et sombres, Donald et ses neveux s'y trouvent confrontés à des situations souvent dangereuses.
Dans les deux cas, Donald se révèle avoir une personnalité multi-facettes, chacune étant mise en avant en fonction de la situation. Barks dira plus tard : « il était parfois vilain, parfois adorable, mais il était toujours gauche, tout comme un être normal ». Un autre signe réaliste des histoires de Barks est que Donald pouvait sortir comme vainqueur ou perdant. Souvent même, ses victoires étaient plutôt « creuses ».
Ses neveux ont également cet aspect multi-facettes. Parfois, et au grand dam de Donald, ils agissent comme de petits malfrats. Parfois, ils se mettent dans le pétrin et Donald doit les sauver. D'autres fois, ils s'avèrent sages et inventifs, et aident même leur oncle dans des situations sensibles. Parfois même, ils montrent de la sensibilité, de la compréhension, ainsi qu'un courage plus marqué que Donald.

#### Le premier personnage créé par Barks
Le premier personnage créé par Barks est Lagrogne (Neighbor Jones), le voisin de Donald Duck. Ce personnage apparaît d'abord comme un simple nom dans l'histoire Le B.A.-BA des B.A., écrite le 24 février 1943 et publiée en juillet 1943. Donald aime bien embêter ce voisin, toutefois d'une façon plus taquine que vile.
En novembre 1943, Lagrogne intervient comme un personnage à part entière dans Chers voisins, écrite le 22 juin 1943. Dans cette histoire, Donald et Lagrogne ont enterré la hache de guerre, mais interprètent mal une série de comportements maladroits qu'ils ont l'un envers l'autre, ce qui débouche sur la reprise des hostilités. Ils en arrivent à pratiquement détruire la maison de l'autre. Les neveux, qui en ont assez, le répètent aux propriétaires respectifs. Ils doivent alors chercher d'autres habitations. Finalement, ils se rendent compte qu'ils sont de nouveaux voisins… Évidemment, la guerre de voisinage continue. La situation avec Lagrogne, qui semble toujours de mauvais poil, et Donald, qui semble toujours parvenir à l'énerver, est la source de nombreuses histoires, souvent longues de plus de dix pages.

#### L'introduction de Picsou et Gontran
Le personnage suivant produit par Barks est Balthazar Picsou, ou bien Oncle Picsou, qui est le frère de la mère de Donald. Sa première apparition est dans Noël sur le mont Ours, publié en décembre 1947. Gontran apparaît sitôt après et ce, dans l'histoire Un pari ridicule, du 1er janvier 1948.
À cette date, aucun de ces deux personnages n'a encore sa personnalité caractéristique. Picsou a une barbe et de petites lunettes. Il est un vieillard relativement riche qui utilise sa canne comme appui. Il vit seul dans une grande propriété — une situation qui semble influencée par le film Citizen Kane (1941) d'Orson Welles. Il invite ses neveux à la montagne et passe son temps à les effrayer, ce qui était à cette époque sa façon de s'amuser.
Gontran est, lui, présenté comme un cousin arrogant prétendant avoir un droit sur la maison de Donald. En effet, il est dit que Gontran avait réussi à faire un pari avec Donald : soit Donald se baigne dans un lac pour Noël, soit Gontran reçoit en gage la maison de Donald. En ce temps-là, il n'était pas encore appelé « le canard le plus chanceux du monde ». Daisy, qui aide Donald à garder sa maison, ne semble pas encore avoir d'intérêts sentimentaux pour Gontran — leur triangle amoureux ne sera mis en scène que plus tard.
Les années passent et voient Gontran et Picsou apparaître d'une manière régulière. On voit Gontran défier son cousin Donald dans toute sorte de coups. Sa chance incroyable apparaît dans Donald dans les mers du sud (1949). Cette histoire voit également pour la première fois concourir ces personnages pour savoir qui serait le favori de Picsou, et donc être éligible à l'héritage. Gontran est aussi le rival de Donald pour Daisy. Ce triangle amoureux a été longtemps l'inspiration des scénaristes.
Le développement de Gontran jusqu'à son personnage actuel prend environ une année. Picsou, quant à lui, prend beaucoup plus longtemps. Au départ, Barks ne pense pas utiliser Picsou plus d'une fois. Cependant, il change rapidement d'avis. Picsou apparaît alors comme deuxième personnage phare avec Donald. En 1952, il est si populaire aux États-Unis qu'une publication propre lui est consacrée, le magazine Uncle Scrooge. À partir de ce moment-là, Picsou est la star de Barks dans les histoires longues, et Donald obtient un rôle moins important. Cependant, Donald reste le personnage principal dans les histoires de dix pages.

### L'influence de Don Rosa

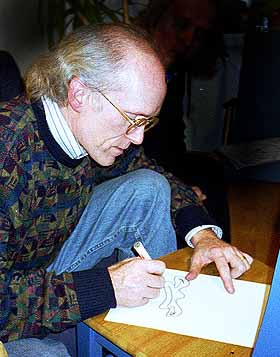
Don Rosa lors d'une séance de dédicace en 1999 en Finlande

Un auteur contemporain de Donald se distingue parmi tous : Don Rosa. Il est même appelé « l'héritier de Carl Barks ». Il a non seulement à cœur de conserver l'héritage de Donald, trait de caractère qui peut se mesurer à celui de Barks, mais il a aussi le désir de coller au travail de son célèbre prédécesseur. On peut le voir dans la pratique, où beaucoup de ses créations sont les suites directes des aventures les plus célèbres créées par Barks.
Néanmoins, Rosa se concentre en priorité sur le personnage de Picsou. Dans les années 1990, il écrit entre autres la série de 12 épisodes La Jeunesse de Picsou, qui retrace l'histoire du personnage grâce aux éléments distillés par Barks dans ses histoires. Au cours de la même période, Rosa compile l'arbre généalogique de Donald Duck.
Don Rosa est très populaire au sein des lecteurs pour ses dessins souvent riches et détaillés. Ses séries, réels objets de collection, sortent avec des titres en majuscules, élément qui était alors seulement utilisé pour les séries de Barks.
Les séries de Rosa ne sont néanmoins pas appréciées de tous. Certains lui reprochent de casser le charme des histoires en prenant à la lettre chaque détail des bandes dessinées de Barks (à la différence de Barks qui n'a jamais cherché à construire un modèle cohérent), ou encore de dénaturer la série en usant par trop du sentimentalisme. Certains signes montrent que Barks n'était pas toujours en accord avec les choix de Don Rosa. Il déclare notamment que Vicar (Victor José Arriagada Ríos) est son dessinateur préféré tandis qu'il choisit William Van Horn en 1994 pour dessiner sa dernière histoire La Chevauchée historique.

## Noms à l'étranger
Donald Duck est le nom du personnage en anglais, en allemand, en norvégien, en français et en néerlandais. Il existe toutefois d'autres formes selon les pays et les langues :
- Arabe : بطوط (Baṭwṭ)
- Croate : Paško Patak
- Danois : Anders And
- Espéranto : Donaldo Anaso
- Estonien : Piilupart Donald
- Finnois : Aku Ankka
- Hongrois : Donald Kacsa
- Indonésien : Donal Bebek
- Islandais : Andrés Önd
- Italien : Paperino
- Japonais : ドナルドダック (Donarudo Dakku?)
- Letton : Donalds Daks
- Lituanien : Antulis Donaldas
- Polonais : Kaczor Donald
- Portugais : Pato Donald
- Russe : Дональд Дак
- Serbe : Paja Patak
- Slovaque : Káčer Donald
- Suédois : Kalle Anka (Anka signifie  canard , Kalle est le diminutif du nom Karl.)
- Tchèque : Kačer Donald
- Turc : Donald Amca
- Vietnamien : Vịt Donald